# Hongkong Hotel
L'Hongkong Hotel (in cinese: 香港大酒店) fu il primo hotel di lusso di Hong Kong modellato sul modello dei sontuosi hotel londinesi. Aprì i battenti tra Queen's Road e Pedder Street nel 1868, espandendosi in seguito sul Victoria Harbour nel 1893.

## Storia

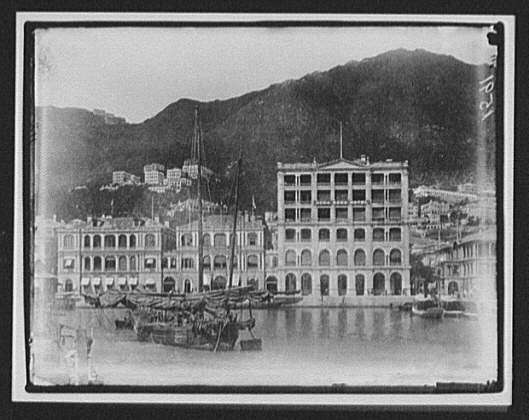
Veduta dell'hotel e del porto antistante

...L'Hong Kong Hotel, costruito sul modello dei più grandi hotels di Londra. Non ha comunque dato prova di essere un ottimo affare in quanto appare troppo sproporzionato per il luogo dove si trova. E' diretto da un cinese, e non vi sono impiegati che cinesi. La gestione è buona e l'hotel è confortevole. Al visitatore, la sala da pranzo si presenta come uno scenario interessante ed animato dove può provare esperienze eccezionali. I camerieri nativi sono rimarchevoli per prontezza e cortesia con i loro costumi di seta e la fluenza del loro inglese... 
—John Thomson (1837-1921), Illustrations of China and Its People, (London, 1873-1874) "The Clock Tower, Hong Kong"
L'hotel originale si trovava sul sito dell'attuale Central Building tra Queen's Road Central e Pedder Street. Era di proprietà della The Hongkong Hotel Company, che poi divenne la The Hongkong and Shanghai Hotels, Limited, proprietaria della catena The Peninsula Hotels. Il primo socio della proprietà dell'albergo sin dalla sua apertura fu Charles Henry Maurice Bosman, padre del futuro multimilionario e filantropo Robert Hotung.
Negli anni '80 dell'Ottocento, l'hotel si espanse su fronte mare con delle entrate su Pedder Street, su Queen's Road e su Praya Central (oggi Des Voeux Road Central). In diretta competizione col Peak Hotel, proprietà della The Star Ferry Company, era noto per i suoi pranzi raffinati e per il servizio di traghetti che collegava il porto con l'hotel.
Al piano strada si trovava un negozio della catena Kuhn & Komor, lungo Queen's Road.
Nel 1929 l'ala nord bruciò a causa di un rovinoso incendio e venne abbandonata, ma la parte originaria dell'hotel, in particolare lo spazioso ristorante, continuò ad essere molto popolare presso il pubblico, ma l'hotel venne infine comunque costretto alla chiusura nel 1952. La struttura venne parzialmente modificata, ma ancora oggi sopravvive il corpo centrale del complesso che ospita degli uffici.